# Anaerobium
Anaerobium es un género de bacterias grampositivas de la familia Lachnospiraceae. Actualmente (2022) sólo contiene una especie: Anaerobium acetethylicum. Fue descrito en el año 2015. Su etimología hace referencia a anaerobio. El nombre de la especie hace referencia a producción de acetato y etanol. Es anaerobia estricta e inmóvil. Tiene un tamaño de 0,8-1,2 μm de ancho por 3-4,5 μm de largo. Crece de forma individual o en pares. Forma colonias opacas, circulares y convexas. Temperatura de crecimiento entre 15-37 °C, óptima de 30 °C. Se ha aislado de un reactor metanógeno. 